# Orman
Orman (macedónul: Орман) település Észak-Macedóniában, a Délnyugati körzet Ohridi járásában.

## Népesség
| Lakosok száma | 88   | 104  | 139  | 160  | 161  | 121  | 119  |
|               | 1948 | 1953 | 1961 | 1971 | 1991 | 1994 | 2021 |

2002-ben 104 lakosa volt, akik mindannyian macedónok.